# Frederiksbergbanen
Frederiksbergbanen er navnet på 2. etape af Københavns Metro og en tidligere jernbanestrækning. Den nuværende Frederiksbergbane blev anlagt som en del af Frederikssundbanen i 1879, men blev først en selvstændig banestrækning ved åbningen af den nuværende hovedbanegård i 1911. Fra 1934 til 1999 var banen trafikeret af S-tog. Mellem 2000 og 2003 blev den omdannet og forlænget til den nuværende minimetro mellem Vanløse og Nørreport Stationer.
Frederiksbergbanens forlængelse mellem Frederiksberg og Nørreport blev åbnet den 29. maj 2003 af Dronning Margrethe. Strækningen mellem Vanløse og Frederiksberg åbnede først for trafik den 12. oktober samme år. Denne del var allerede åbnet 17. juni 1879, som en del af Frederikssundbanen.
I dag er banen mellem Fasanvej og Nørreport Stationer i boret tunnel.
Ørestadsbanen betjenes af 2 linjer, M1 og M2, der begge fortsætter fra Nørreport Station til henholdsvis Vestamager og Lufthavnen Stationer ad Ørestadsbanen.

## Historie
Frederiksbergbanen har haft en omskiftelig historie med mange forskellige funktioner. Banen fik først sin egen identitet ved åbningen af Københavns Hovedbanegård 1. december 1911, men var åbnet allerede 32 år tidligere.

### Tidlig historie
Se også: Frederikssundbanen
Efter pres fra regeringen anlagde det private jernbaneselskab Det Sjællandske Jernbaneselskab (SJS), som havde anlagt Vestbanen, Nordbanen, Sydbanen og Nordvestbanen på koncession, Frederikssundbanen, der åbnede for trafik 17. juni 1879. Oprindeligt var planerne for Nordvest- og Frederikssundbanerne en bane fra København via (eller med sidebane til) Frederikssund, over Roskilde Fjord til Holbæk og Kalundborg. SJS ønskede ikke selv banen, men med truslen om konkurrence fra andre jernbaneselskaber valgte SJS at anlægge banerne til Kalundborg og Frederikssund så billigt som muligt, ved at lade Nordvestbanen udgå fra Roskilde.
Frederikssundbanen udgik fra Københavns anden banegård ved Søerne sammen med Vestbanen, som den udflettede sig fra ved Frederiksberg Station. Ved åbningen var der ingen holdepladser før Herlev, men i 1880 var det lykkedes en lokalgruppe at få oprettet et trinbræt i Husum, hvilket gav en tilsvarende borgergruppe i Vanløse mod på ligeledes at få en holdeplads. Danske Statsbaner (DSB), der i 1885 havde overtaget SJS, gav tilsagn til borgerne om at en holdeplads ville blive oprettet, hvis de selv betalte den. Derved åbnede Vanløse Station 15. juni 1898.
Da Københavns Banegård ikke længere havde den fornødne kapacitet blev et projekt om en ny hovedbanegård vedtaget i 1904. Ved åbningen af denne 1. december 1911 blev Frederikssundbanen ført ind til denne ad en ny forbindelsesbane mellem Vanløse og Valby. Derved stod strækningen mellem Vanløse og Frederiksberg ubenyttet hen og Frederiksberg Station blev nedlagt for personbefordring. Banen forblev som godsbane og Frederiksberg Station befordrede en betydelig godstrafik, bl.a. grundet et tilstødende mejeri.

### Lokalbane
Efter massive protester fra kommunalbestyrelsen og handelsstandsforeningen åbnede persontrafikken fra Frederiksberg Station igen 1. april 1914 med en begrænset lokaltogsforbindelse til Vanløse Station, hvorfra der var skiftemulighed til Frederikssundbanen. Skulle man til København eller mod Roskilde kunne man også tage denne vej, men det var langt hurtigere at tage sporvognen til Hovedbanegården.
I 1928 blev Nordre Fasanvej ført over banen på en viadukt. I 1929 blev Frederiksbergbanen gjort dobbeltsporet og ved forgreningsstationen Flintholm blev der forbindelse til Vigerslev ad Godsbaneringen. Godsbaneringen mellem Lersøen og Vigerslev var fuldendt i 1930. Banen blev dog ikke udelukkede benyttet til godsbane, men 15. maj 1930 begyndte persontransport mellem Hellerup og Frederiksberg ad den nye forbindelse. Samtidig blev afgangene til Vanløse, der hidtil havde foregået med damplokomotiv, nu trafikeret med motortog. Forgreningsstationen Flintholm var udformet således, at sporene mellem Frederiksberg og den nordlige del af Ringbanen var de gennemgående.

### S-tog
Se også: S-tog
Efter tysk forbillede blev det besluttet at elektrificere eksisterende jernbanestrækninger i Københavnsområdet og omdanne dem til S-baner. Persontogene på Frederiksbergbanen og Ringbanen skulle således også omdannes til S-tog, hvorved strækningen blev elektrificeret med køreledninger med 1500 V jævnstrøm og perronerne blev hævet.
Forgreningsstationerne Flintholm og Grøndal (ej at forveksle med den nuværende Grøndal Station, der oprindeligt hed Godthaabsvej Station) blev endnu engang ombygget for at S-togene kunne køre Hellerup-Vanløse-Frederiksberg. Således blev Frederiksberg-Vanløse-sporene igen de gennemgående på Flintholm, og der blev anlagt en ny dobbeltsporet forbindelse mellem Vanløse og Grøndal.
Der blev desuden udført større ombygninger af både Frederiksberg og Vanløse Stationer. Dalgas Boulevard skulle føres under S-banen, men dette arbejde lod forsinke sig og viadukten var først færdig i 1936.
S-banen mellem Hellerup og Frederiksberg via Vanløse blev indviet 3. april 1934.
I 1949 åbnede Frederikssundbanen som S-bane indtil Ballerup og ved omdannelsen af denne skulle Vanløse Station endnu engang ombygges, denne gang omfattende. Da Ballerupbanen skulle føres over Jernbane Allé var det nødvendigt at hæve hele den sydlige del af stationen, således at øperronen benyttet af S-togene til Hellerup og Frederiksberg lå i terrænniveau og at øperronen for Balleruptogene lå på den hævede del.
Frederiksbergbanen var med sine 2,7 km mellem sine to stationer en af de længste afstande mellem to tilstødende S-togs-stationer i det tætte byområde. Dette varede indtil 13. december 1986, hvor Solbjerg og Lindevang Stationer åbnede ved banens skæringer med henholdsvis Nordre Fasanvej og Dalgas Boulevard.

### Metro
Langtrukne planer om en tunnelbane til Amager blev sammenkoblet med ønsket om at genskabe togforbindelsen mellem Frederiksberg og Indre By.
I 1991 kom det af Folketinget nedsatte udvalg for Hovedstadsområdets trafikinvesteringer med sit forslag. I prioriteret rækkefølge anbefalede udvalget:
1. en fornyelse af de københavnske S-tog
2. anlæg af en ny bybane mellem Vanløse og Amager i tunnel under City
3. udbygning af ringveje til at lede biltrafikken uden om bykernen.

Bybanen fik sit lovmæssige grundlag i Lov om Ørestaden m.v. I denne stiftes Frederiksbergbaneselskabet, hvor Ørestadsselskabet, der har til opgave at udvikle Ørestaden, samt at "anlægge en letbane, Ørestadsbanen, dels langs med eller gennem Ørestaden og vest om Universitetet til Amagerbro, dels fra Amagercentret til Amagerbro. Fra Amagerbro føres letbanen videre via Christianshavn til Nørreport", ejer 70 % og Frederiksberg Kommune 30 %. Frederiksbergbaneselskabet fik til opgave at "anlægge en letbane fra Nørreport til Frederiksberg station og videre ad den eksisterende S-banes trace til Vanløse station, Frederiksbergbanen" efter Ørestadsbanen.
I 1995-96 blev godspladsen og stationsbygningen på Frederiksberg Station nedlagt for at gøre plads til Frederiksberg Centret. Indtil 20. juni 1998 endte S-togene ved en midlertidig station ved Solbjergvej. Herefter blev S-banen forkortet et skridt ad gangen for at banen kunne ombygges til metro, og frem til 1. januar 2000 kørte de kun til Solbjerg Station. I 2000 vendte S-togene på Vanløse Station. Året efter blev forbindelsen mellem Vanløse og Grøndal nedlagt for at hele Ringbanen kunne omdannes til S-tog helt frem til Ny Ellebjerg Station. Ved skæringen mellem Ringbanen og Frederiksbergbanen blev der i denne forbindelse etableret en skiftestation mellem disse og Frederikssundbanen, Flintholm Station, der åbnede 24. januar 2004.
Tunnelerne mellem Nørreport og Frederiksberg blev boret umiddelbart efter at tunnelboremaskinerne Liva og Betty havde boret Ørestadsbanen færdig i 2000. Frederiksberg Station blev nået i februar 2001. Strækningen fra Frederiksberg Station og til umiddelbart vest for Solbjerg Station blev anlagt som cut-and-cover-tunnel, mens resten af banen til Vanløse forblev i det eksisterende tracé.
Åbningen af Frederiksbergbanen skete i to dele: Tunnelbanen mellem Frederiksberg og Nørreport blev åbnet 29. maj 2003 af Dronning Margrethe, mens resten af minimetroen mellem Vanløse og Frederiksberg først åbnede 12. oktober 2003 uden nogen højtidelighed. Flintholm Station blev dog noget forsinket og åbnede derfor først 24. januar 2004.

## Stationer
Frederiksbergbanen betjenes fra 7 stationer, hvoraf de to er dybtliggende underjordiske (Nørreport og Forum), to er højtliggende underjordiske (Frederiksberg og Fasanvej) og tre er overjordiske (Lindevang, Flintholm og Vanløse). Nørreport Station blev anlagt i forbindelse med Ørestadsbanen.
Udover disse er der på banen forberedt anlæg af yderligere én station mellem Frederiksberg og Forum (med arbejdstitlen Landbohøjskolen). Stationens udsigter er dog ukendte.
Alle tunnelstationer er udgravet ved cut-and-cover-metoden, hvilket også er benyttet til tunnelen mellem Fasanvej og Frederiksberg.
I trafikaftalen af 12. juni 2012 besluttede Regeringen, Enhedslisten og Dansk Folkeparti at montere perrondøre på Frederiksbergbanens 3 overjordiske stationer. Formålet med disse er, at det eksisterende sikkerhedssystem ODS (Obstacle Detection System) udskiftes, hvilket vil resultere i færre falske alarmer, højere driftsstabilitet og flere afgange. Perrondørene installeres i 2014 og 2015.

## Skakte
På den tunnelerede strækning er der udover de fire underjordiske stationer ligeledes etableret fire nødskakte: Hostrupvej, Landbohøjskolen, Søpavillonen og Søtorvet. På overfladen kan der ved disse ses en trappe, der fører ned til tunnelerne.